# Семигори
Семигори — село в Україні, у Богуславській міській громаді Обухівського району Київської області. Населення становить 405 осіб.

## Географія
Село Семигори розташоване за 116 км від обласного центру, 73 км від районного центру та 15 км від адміністративного центру міської громади. За 10 км знаходиться найближча залізнична станція Михайлівка на лінії Яхни — Цвіткове між станціями Миронівка та Таганча. У селі бере початок струмок Безіменний.
ВулиціУ Семигорах налічується 12 вулиць.
- Берегова
- Кайдашевська (Островського М.)
- Котляревського Івана
- Котки (Будьонного С.)
- Лесі Українки
- Лозова (Червоноармійська)
- Лугова (Горького М.)
- Макаренка Антона
- Молодіжна
- Шевченка Тараса
- Стадіонна
- Соснова (Котовського Г.)

## Населення
У 1864 році у Семигорах мешкало 1002 особи. За даними всеукраїнського перепису населення 2001 року у селі мешкало 405 осіб.
Мова
Розподіл населення за рідною мовою за даними перепису 2001 року був наступним:
| українська | 400 | 98,77 |
| російська  | 4   | 0,99  |
| інші       | 1   | 0,24  |

## Історія
Село Семигори від часу утворення у 1797 році Богуславського повіту Київської губернії Російської імперії, належало до нього. У 1837 році повітовий центр перенесено з Богуслава до Канева, а у 1846 році перейменовано й повіт на Канівський, до якого увійшли й Семигори. Тоді у селі діяла церква Успіння Пресвятої Богородиці.
Ще одну згадку про село знаходимо у книзі «Сказаннях про населені місцевості Київської губернії» Лаврентія Похилевича за 1864 рік: «Семигори, село поблизу Вільхівця, за 10 верст від Богуслава. Село розкидане між лісистими горами, серед яких, пильне око відрізняє сім особливо високих. Земля мало хлібородна, але здатна до садівництва, що процвітає у мешканців. Колишнє місце села, під назвою Калаберда. Воно вже заросло давнім лісом, але при копанні трапляються шматки цегли та давнього глиняного посуду. Кажуть, що Калаберда розорена татарами.
У 1601 році існувала тут, на теперішньому місці, церква Успіння Божої Матері, як видно було з напису на церковних дверях. Але ще раніше була найдавніша, якій місце вказують мешканці старого цвинтаря. У візиті 1746 року Богуславського деканату говориться, що церква тут „від давніх годин виставки, 2 двома куполами; священиком в той час був Ігнатій Якоїч, присвячений у 1735 році Київським митрополитом Рафаїлом Заборовським, а в 1738 був встановлений уніатським митрополитом, за презентом Богуславського старости“. За штатами церкву зараховано до 6-го класу; землі має 39 десятин. З церковних книг примітно Євангеліє, надруковане у 1602 році у Львові, благословенням четверо-патріархів».

## Археологічні розвідки
Під час археологічних розкопок поблизу села виявлено бронзову арбалетну фібулу черняхівської культури.

## Відомі люди
- Трезвинський Степан Євтропович — російський і радянський оперний співак (бас профундо), соліст Большого театру. Герой Праці; заслужений артист Республіки.

## Згадки у літературі
У Семигорах відбувалися події повісті Івана Нечуя-Левицького «Кайдашева сім'я», однойменного фільму-дилогії і серіалу «Спіймати Кайдаша», знятих за мотивами повісті. Також у цьому селі жили реальні прототипи головних героїв повісті — родина Мазурів, відома на весь повіт своїми сварками. Тож Семигори стали частиною туристичного маршруту «Стежками Івана Нечуя-Левицького» разом з Богуславом та селами Стеблів і Хохітва.

## Події
У жовтні 2021 року команда активістів із Богуслава (автор ідеї Людмила Касьян, організатор Віктор Коломієць, ткаля-килимарниця Валентина Ткач, автори туристичного блогу Євген та Олена Пузатки, радіо «Богуслав-FM») і місцеві жителі провели у Семигорах перший етно-гастро-літературний «Гарбуз-Fest у Кайдашів». У жовтні 2022 року пройшов уже традиційний «Гарбуз-Fest у Кайдашів». Якщо минулого 2021 року захід був спрямований на відпочинок від сільської роботи та культурне збагачення, то цьогоріч головною метою дійства була благодійність — збір коштів для українських захисників. У програмі фестивалю були: етнопоказ та виставка українських строїв, майстер-класи від народних майстрів, фотозона зі старовинними світлинами родин із Богуславщини, мініатюра «Мотря і Кайдашиха», зустріч з героями серіалу «Спіймати Кайдаша», екскурсія Семигорами. На фудкорті гості свята могли скуштувати страви з творів Нечуя-Левицького, оригінальні страви з гарбуза та його нові сорти, завезені з Туреччини, куліш, пиріжки і вареники від Кайдашихи, богуславські бублики з гори Бублейної.